# 竹中重固

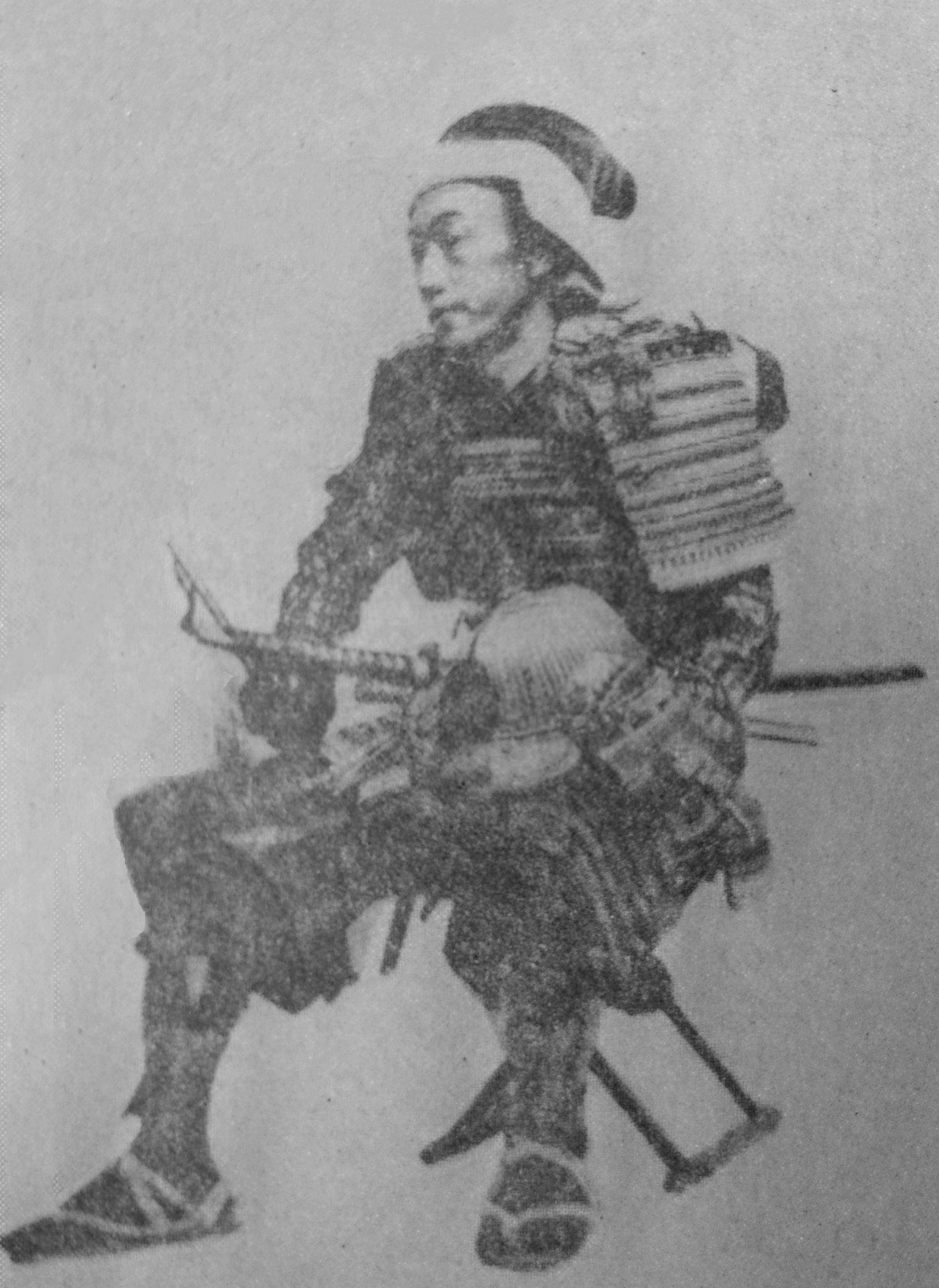
竹中重固

竹中 重固（たけなか しげかた、文政11年8月8日（1828年9月16日） - 明治24年（1891年）1月24日）は、江戸幕府後期の旗本。従五位下遠江守、丹後守。号は春山（しゅんざん）。

## 生涯

### 出自
旗本・竹中元幸の長男として生まれる。父元幸の死後に家督を相続するが、のち、本家である旗本交代寄合（美濃不破郡岩手5000石）・竹中重明の養嗣子となる。文久元年（1861年）、家督相続。元治元年（1864年）に大番組入りし、幕府陸軍創設後は陸軍奉行として天狗党征伐や長州征伐で活躍する。慶応3年（1867年）、若年寄並陸軍奉行に就任した。

### 戊辰戦争
慶応4年（1868年）、鳥羽・伏見の戦いでは主戦派として旧幕府軍を率いて官軍と戦ったことで元将軍徳川慶喜と共に官位剥奪される。一時は出家したものの、のちに純忠隊を結成し、彰義隊の支部隊として再び官軍と交戦した。彰義隊の敗退後は輪王寺宮を奉じて奥羽を転戦し、のちに蝦夷共和国の海陸裁判所頭取に就任した。明治2年（1869年）、箱館戦争終結前に英国汽船で東京へ向かい、5月28日、養父竹中図書の薦めにより投降した。

### 晩年
明治2年（1869年）8月15日に死一等を減じられ、福岡藩主黒田長知への永預の判決が申し渡された。竹中家は重固の行動のために改易となり、6000石の所領を没収されていたが、前当主黄山（重明）に対して改めて300石の所領が与えられ、家名断絶は免れた。
明治4年に福岡藩預かりの身から養父預かりの身に変更されたのを経て、翌年1月に正式に罪を許された。養父重明とともに北海道に入植した。明治5年（1872年）、士族の困窮を憂いて北海道殖産事業に関する建白書を提出。明治6年（1873年）に東京府に出仕したが、明治8年（1875年）に辞職。その後は実弟元賀が経営する蓬英社に入社し、殖産事業に尽力した。
重明が一度帰農していた関係で竹中家は平民編入になっていたが、明治14年に士族への昇格が認められた。
明治24年（1891年）、死去。享年64。菩提寺は東京都港区の泉岳寺。

## 備考
- 先祖は戦国時代の軍師・竹中重治。